# Parijs-Nice 2008

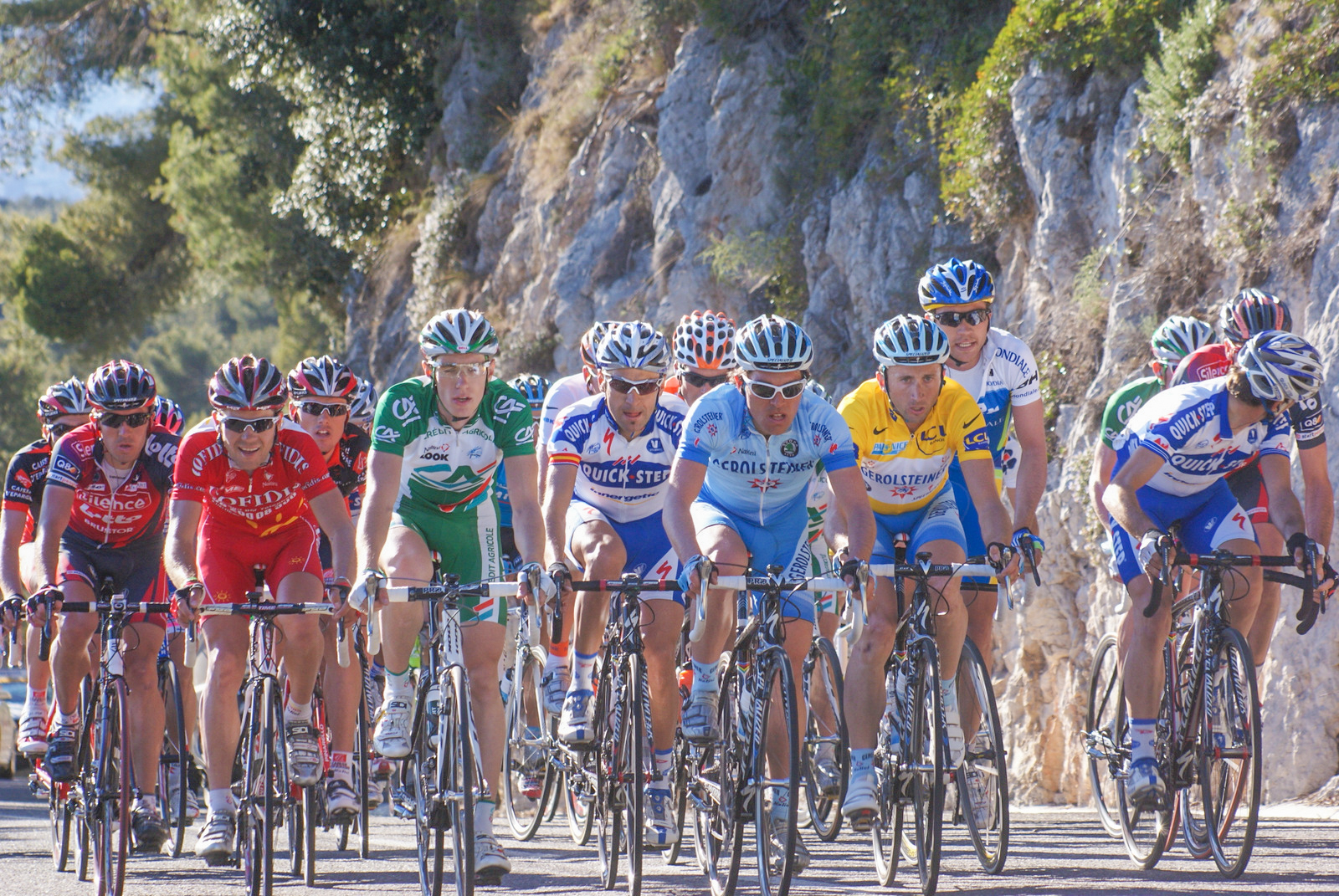
Parijs-Nice 2008

De 66ste editie van Parijs-Nice werd gehouden van 9 tot en met 16 maart 2008 in Frankrijk. De etappekoers werd gewonnen door Davide Rebellin.

## Aanloop
De aanloop van Parijs-Nice stond in het teken van een groot conflict tussen de Internationale Wielerunie (UCI) en de organisator Amaury Sport Organisation (ASO). Enkele weken voor de start maakte de UCI bekend dat zij de wedstrijd als een "wilde koers" beschouwen. Na een geschil tussen de UCI en ASO, over het toelatingsbeleid voor de Tour de France (die ook door de ASO wordt georganiseerd) haalde de UCI Parijs-Nice van de internationale wielerkalender. De ASO besloot hierop de wedstrijd op de nationale kalender te zetten, waarmee de wedstrijd wordt georganiseerd onder de reglementen van de Franse wielerfederatie.
De UCI dreigde alle renners die deelnemen aan Parijs-Nice voor zes maanden te schorsen, waarmee de renners worden uitgesloten van deelname aan belangrijke internationale wedstrijden als het WK, de Olympische Spelen, de Ronde van Vlaanderen en de Amstel Gold Race. De ASO dreigde renners die niet deelnemen aan Parijs-Nice uit te sluiten voor andere ASO-wedstrijden, zoals de Tour de France, Parijs-Tours, Parijs-Roubaix en Luik-Bastenaken-Luik.
Op 5 maart vroeg de belangenvereniging van Pro-Tour-teams, de ICPT, het sportarbitragehof TAS een uitspraak te doen over het conflict. Ondertussen startte de ICPT een bemiddelingspoging tussen ASO en UCI. Op 6 maart maakten UCI en ASO bekend bijna overeenstemming te hebben bereikt. Op 7 maart werden de bruggen tussen beide organisaties weer helemaal opgeblazen nadat het TAS zich in deze materie voor 'onbevoegd' had verklaard. De teams werden dus verplicht een zijde te kiezen. Na een stemming over de deelname aan Parijs-Nice onder de Pro-Tour-teams bleken 15 voor en 8 teams onthielden zich. Het ziet er dus naar uit dat toch gestart zal worden en er sancties vanuit de UCI zullen volgen. Voorzitter Pat McQuaid verklaarde onmiddellijk na de uitspraak van het TAS het volgende: "Als ze de zijde van ASO kiezen, dan kiezen ze ervoor om uit de UCI te stappen. We zullen die teams dan ook buitengooien."

## Etappe-overzicht
| etappe  | datum    | start             | finish        | afstand  | winnaar           | klassementsleider |
| ------- | -------- | ----------------- | ------------- | -------- | ----------------- | ----------------- |
| Proloog | 9 maart  | Amilly            | Amilly        | 4,6 km   | Thor Hushovd      | Thor Hushovd      |
| 1e      | 10 maart | Sancerre          | Nevers        | 93 km    | Gert Steegmans    | Thor Hushovd      |
| 2e      | 11 maart | Nevers            | Belleville    | 201 km   | Gert Steegmans    | Thor Hushovd      |
| 3e      | 12 maart | Fleurie           | Saint-Étienne | 164,5 km | Kjell Carlström   | Sylvain Chavanel  |
| 4e      | 13 maart | Montélimar        | Mont-Serein   | 176 km   | Cadel Evans       | Robert Gesink     |
| 5e      | 14 maart | Althen-des-Paluds | Sisteron      | 172,5 km | Carlos Barredo    | Robert Gesink     |
| 6e      | 15 maart | Sisteron          | Cannes        | 203,5 km | Sylvain Chavanel  | Davide Rebellin   |
| 7e      | 16 maart | Nice              | Nice          | 119 km   | Luis León Sánchez | Davide Rebellin   |

## Etappe-uitslagen

### Proloog
| Uitslag Etappe | Uitslag Etappe       | Uitslag Etappe   | Uitslag Etappe |
| Rang           | Renner               | Nationaliteit    | Tijd           |
| -------------- | -------------------- | ---------------- | -------------- |
| 1              | Thor Hushovd         | Noorwegen        | 0u5'28"        |
| 2              | Markel Irizar        | Spanje           | +0'04"         |
| 3              | Stefan Schumacher    | Duitsland        | +0'05"         |
| 4              | Bradley McGee        | Australië        | +0'05"         |
| 5              | William Bonnet       | Frankrijk        | +0'06"         |
| 6              | Danny Pate           | Verenigde Staten | +0'06"         |
| 7              | Leonardo Bertagnolli | Italië           | +0'07"         |
| 8              | Andrij Grivko        | Oekraïne         | +0'08"         |
| 9              | Karsten Kroon        | Nederland        | +0'08"         |
| 10             | Trent Lowe           | Australië        | +0'09"         |

| Tussenstand algemeen klassement | Tussenstand algemeen klassement | Tussenstand algemeen klassement | Tussenstand algemeen klassement |
| rang                            | renner                          | land                            | tijd                            |
| ------------------------------- | ------------------------------- | ------------------------------- | ------------------------------- |
| 1                               | Thor Hushovd                    | Noorwegen                       | 0u5'28"                         |
| 2                               | Markel Irizar                   | Spanje                          | +0'04"                          |
| 3                               | Stefan Schumacher               | Duitsland                       | +0'05"                          |
| 4                               | Bradley McGee                   | Australië                       | +0'05"                          |
| 5                               | William Bonnet                  | Frankrijk                       | +0'06"                          |
| 6                               | Danny Pate                      | Verenigde Staten                | +0'06"                          |
| 7                               | Leonardo Bertagnolli            | Italië                          | +0'07"                          |
| 8                               | Andrij Grivko                   | Oekraïne                        | +0'08"                          |
| 9                               | Karsten Kroon                   | Nederland                       | +0'08"                          |
| 10                              | Trent Lowe                      | Australië                       | +0'09"                          |

### 1e etappe
De eerste rit in lijn van Parijs-Nice werd ingekort door slechte weersomstandigheden. De renners starten niet in Amilly maar in Sancerre. De etappe wordt van 184,5 km verkort tot 93,5 km.
| Uitslag Etappe | Uitslag Etappe         | Uitslag Etappe | Uitslag Etappe |
| Rang           | Renner                 | Nationaliteit  | Tijd           |
| -------------- | ---------------------- | -------------- | -------------- |
| 1              | Gert Steegmans         | België         | 2u21'29"       |
| 2              | Jérôme Pineau          | Frankrijk      | +0'02"         |
| 3              | Thor Hushovd           | Noorwegen      | z.t.           |
| 4              | Philippe Gilbert       | België         | z.t.           |
| 5              | Karsten Kroon          | Nederland      | z.t.           |
| 6              | Enrico Franzoi         | Italië         | +0'04"         |
| 7              | Mirco Lorenzetto       | Italië         | z.t.           |
| 8              | Bernhard Eisel         | Oostenrijk     | z.t.           |
| 9              | Davide Rebellin        | Italië         | z.t.           |
| 10             | Aljaksandr Koetsjynski | Wit-Rusland    | +0'07"         |

| Tussenstand algemeen klassement | Tussenstand algemeen klassement | Tussenstand algemeen klassement | Tussenstand algemeen klassement |
| rang                            | renner                          | land                            | tijd                            |
| ------------------------------- | ------------------------------- | ------------------------------- | ------------------------------- |
| 1                               | Thor Hushovd                    | Noorwegen                       | 2u26'55"                        |
| 2                               | Gert Steegmans                  | België                          | +0'06"                          |
| 3                               | Jérôme Pineau                   | Frankrijk                       | +0'12"                          |
| 4                               | Karsten Kroon                   | Nederland                       | z.t.                            |
| 5                               | Andrij Grivko                   | Oekraïne                        | +0'17"                          |
| 6                               | Trent Lowe                      | Australië                       | +0'18"                          |
| 7                               | David Millar                    | Verenigd Koninkrijk             | +0'20"                          |
| 8                               | Matteo Tosatto                  | Italië                          | +0'21"                          |
| 9                               | Luis León Sánchez               | Spanje                          | +0'22"                          |
| 10                              | Johan Vansummeren               | België                          | +0'24"                          |

### 2e etappe
| Uitslag Etappe | Uitslag Etappe   | Uitslag Etappe | Uitslag Etappe |
| Rang           | Renner           | Nationaliteit  | Tijd           |
| -------------- | ---------------- | -------------- | -------------- |
| 1              | Gert Steegmans   | België         | 5u29'47"       |
| 2              | Thor Hushovd     | Noorwegen      | z.t.           |
| 3              | Sylvain Chavanel | Frankrijk      | z.t.           |
| 4              | Michael Albasini | Zwitserland    | z.t.           |
| 5              | Philippe Gilbert | België         | +0'03"         |
| 6              | Matteo Tosatto   | Italië         | z.t.           |
| 7              | Mirco Lorenzetto | Italië         | z.t.           |
| 8              | Enrico Franzoi   | Italië         | z.t.           |
| 9              | Manuele Mori     | Italië         | z.t.           |
| 10             | Vicente Reynés   | Spanje         | z.t.           |

| Tussenstand algemeen klassement | Tussenstand algemeen klassement | Tussenstand algemeen klassement | Tussenstand algemeen klassement |
| rang                            | renner                          | land                            | tijd                            |
| ------------------------------- | ------------------------------- | ------------------------------- | ------------------------------- |
| 1                               | Thor Hushovd                    | Noorwegen                       | 7u56'34"                        |
| 2                               | Gert Steegmans                  | België                          | +0'03"                          |
| 3                               | Jérôme Pineau                   | Frankrijk                       | +0'23"                          |
| 4                               | Karsten Kroon                   | Nederland                       | z.t.                            |
| 5                               | Trent Lowe                      | Australië                       | +0'29"                          |
| 6                               | Sylvain Chavanel                | Frankrijk                       | +0'30"                          |
| 7                               | David Millar                    | Verenigd Koninkrijk             | z.t.                            |
| 8                               | Matteo Tosatto                  | Italië                          | +0'32"                          |
| 9                               | Luis León Sánchez               | Spanje                          | +0'33"                          |
| 10                              | Niki Terpstra                   | Nederland                       | +0'36"                          |

### 3e etappe
De 3de etappe ging vanaf Fleurie naar Saint-Étienne.
| Uitslag Etappe | Uitslag Etappe      | Uitslag Etappe | Uitslag Etappe |
| Rang           | Renner              | Nationaliteit  | Tijd           |
| -------------- | ------------------- | -------------- | -------------- |
| 1              | Kjell Carlström     | Finland        | 4u39'14"       |
| 2              | Clément Lhotellerie | Frankrijk      | z.t.           |
| 3              | Pierre Rolland      | Frankrijk      | +0'43"         |
| 4              | Davide Rebellin     | Italië         | z.t.           |
| 5              | Roman Kreuziger     | Tsjechië       | z.t.           |
| 6              | Rinaldo Nocentini   | Italië         | z.t.           |
| 7              | Robert Gesink       | Nederland      | z.t.           |
| 8              | Damiano Cunego      | Italië         | z.t.           |
| 9              | Luis León Sánchez   | Spanje         | z.t.           |
| 10             | Gorka Verdugo       | Spanje         | z.t.           |

| Tussenstand algemeen klassement | Tussenstand algemeen klassement | Tussenstand algemeen klassement | Tussenstand algemeen klassement |
| rang                            | renner                          | land                            | tijd                            |
| ------------------------------- | ------------------------------- | ------------------------------- | ------------------------------- |
| 1                               | Sylvain Chavanel                | Frankrijk                       | 12u37'01"                       |
| 2                               | Luis León Sánchez               | Spanje                          | +0'03"                          |
| 3                               | Gorka Verdugo                   | Spanje                          | +0'08"                          |
| 4                               | Davide Rebellin                 | Italië                          | +0'14"                          |
| 5                               | Juan Manuel Gárate              | Spanje                          | +0'18"                          |
| 6                               | Jaroslav Popovytsj              | Oekraïne                        | +0'19"                          |
| 7                               | Rinaldo Nocentini               | Italië                          | +0'21"                          |
| 8                               | Robert Gesink                   | Nederland                       | z.t.                            |
| 9                               | Karsten Kroon                   | Nederland                       | +0'22"                          |
| 10                              | Aleksandr Jefimkin              | Rusland                         | +0'34"                          |

### 4e etappe
De 4de etappe ging van Montélimar naar Mont-Serein, op de flanken van de Mont-Ventoux.
| Uitslag Etappe | Uitslag Etappe     | Uitslag Etappe | Uitslag Etappe |
| Rang           | Renner             | Nationaliteit  | Tijd           |
| -------------- | ------------------ | -------------- | -------------- |
| 1              | Cadel Evans        | Australië      | 4u32'56"       |
| 2              | Robert Gesink      | Nederland      | z.t.           |
| 3              | Rinaldo Nocentini  | Italië         | +0'33"         |
| 4              | Davide Rebellin    | Italië         | +0'33"         |
| 5              | Fränk Schleck      | Luxemburg      | +0'34"         |
| 6              | Jaroslav Popovytsj | Oekraïne       | +0'38"         |
| 7              | Juan Manuel Gárate | Spanje         | +1'03"         |
| 8              | Simon Špilak       | Slovenië       | +1'03"         |
| 9              | Pierre Rolland     | Frankrijk      | +1'30"         |
| 10             | Carlos Barredo     | Spanje         | +1'33"         |

| Tussenstand algemeen klassement | Tussenstand algemeen klassement | Tussenstand algemeen klassement | Tussenstand algemeen klassement |
| rang                            | renner                          | land                            | tijd                            |
| ------------------------------- | ------------------------------- | ------------------------------- | ------------------------------- |
| 1                               | Robert Gesink                   | Nederland                       | 17u10'12"                       |
| 2                               | Davide Rebellin                 | Italië                          | +0'32"                          |
| 3                               | Rinaldo Nocentini               | Italië                          | +0'35"                          |
| 4                               | Jaroslav Popovytsj              | Oekraïne                        | +0'42"                          |
| 5                               | Juan Manuel Gárate              | Spanje                          | +1'06"                          |
| 6                               | Luis León Sánchez               | Spanje                          | +2'06"                          |
| 7                               | Gorka Verdugo                   | Spanje                          | +2'11"                          |
| 8                               | Aleksandr Jefimkin              | Rusland                         | +2'30"                          |
| 9                               | Clément Lhotellerie             | Frankrijk                       | +3'25"                          |
| 10                              | Sylvain Chavanel                | Frankrijk                       | +3'27"                          |

### 5e etappe
De 5e etappe ging van Althen-des-Paluds  naar Sisteron.

### 6e etappe
De 6de etappe ging van Sisteron naar Cannes.
| Uitslag Etappe | Uitslag Etappe    | Uitslag Etappe   | Uitslag Etappe |
| Rang           | Renner            | Nationaliteit    | Tijd           |
| -------------- | ----------------- | ---------------- | -------------- |
| 1              | Sylvain Chavanel  | Frankrijk        | 5u00'25"       |
| 2              | Luis León Sánchez | Spanje           | +0'02"         |
| 3              | Bobby Julich      | Verenigde Staten | +0'02"         |
| 4              | Damiano Cunego    | Italië           | +0'02"         |
| 5              | Davide Rebellin   | Italië           | +0'06"         |
| 6              | Rinaldo Nocentini | Italië           | +0'06"         |
| 7              | Matteo Tosatto    | Italië           | +0'44"         |
| 8              | Thor Hushovd      | Noorwegen        | +0'44"         |
| 9              | Jérôme Pineau     | Frankrijk        | +0'44"         |
| 10             | Aurélien Passeron | Frankrijk        | +0'44"         |

| Tussenstand algemeen klassement | Tussenstand algemeen klassement | Tussenstand algemeen klassement | Tussenstand algemeen klassement |
| rang                            | renner                          | land                            | tijd                            |
| ------------------------------- | ------------------------------- | ------------------------------- | ------------------------------- |
| 1                               | Davide Rebellin                 | Italië                          | 26u11'31 "                      |
| 2                               | Rinaldo Nocentini               | Italië                          | +0'03"                          |
| 3                               | Jaroslav Popovytsj              | Oekraïne                        | +0'48"                          |
| 4                               | Robert Gesink                   | Nederland                       | +0'51"                          |
| 5                               | Juan Manuel Gárate              | Spanje                          | +1'12"                          |
| 6                               | Luis León Sánchez               | Spanje                          | +1'24"                          |
| 7                               | Gorka Verdugo                   | Spanje                          | +2'17"                          |
| 8                               | Carlos Barredo                  | Spanje                          | +2'33"                          |
| 9                               | Sylvain Chavanel                | Frankrijk                       | +3'39"                          |
| 10                              | Aleksandr Jefimkin              | Rusland                         | +3'21"                          |

### 7e etappe
De 7de etappe ging van Nice naar Nice. Deze etappe ging over drie cols, namelijk Col de la Porte, La Turbie en Col d'Eze.
| Uitslag Etappe | Uitslag Etappe       | Uitslag Etappe | Uitslag Etappe |
| Rang           | Renner               | Nationaliteit  | Tijd           |
| -------------- | -------------------- | -------------- | -------------- |
| 1              | Luis León Sánchez    | Spanje         | 2u51'12"       |
| 2              | Maxime Monfort       | België         | z.t.           |
| 3              | Carlos Barredo       | Spanje         | z.t.           |
| 4              | Christophe Moreau    | Frankrijk      | +0'05"         |
| 5              | Aleksandr Jefimkin   | Rusland        | +0'05"         |
| 6              | Matteo Tosatto       | Italië         | +0'05"         |
| 7              | Simon Špilak         | Slovenië       | +0'05"         |
| 8              | Aleksandr Botsjarov  | Rusland        | +0'05"         |
| 9              | Peter Velits         | Slowakije      | +0'05"         |
| 10             | José Alberto Benitez | Spanje         | +0'05"         |

| Tussenstand algemeen klassement | Tussenstand algemeen klassement | Tussenstand algemeen klassement | Tussenstand algemeen klassement |
| rang                            | renner                          | land                            | tijd                            |
| ------------------------------- | ------------------------------- | ------------------------------- | ------------------------------- |
| 1                               | Davide Rebellin                 | Italië                          | 29u02'48"                       |
| 2                               | Rinaldo Nocentini               | Italië                          | +0'03"                          |
| 3                               | Jaroslav Popovytsj              | Oekraïne                        | +0'48"                          |
| 4                               | Robert Gesink                   | Nederland                       | +0'51"                          |
| 5                               | Luis León Sánchez               | Spanje                          | +1'09"                          |
| 6                               | Juan Manuel Gárate              | Spanje                          | +1'12"                          |
| 7                               | Gorka Verdugo                   | Spanje                          | +2'17"                          |
| 8                               | Carlos Barredo                  | Spanje                          | +2'24"                          |
| 9                               | Sylvain Chavanel                | Frankrijk                       | +2'39"                          |
| 10                              | Aleksandr Jefimkin              | Rusland                         | +3'21"                          |

## Eindklassementen

### Algemeen klassement
| Rang | Renner             | Nationaliteit | Tijd      |
| ---- | ------------------ | ------------- | --------- |
| 1    | Davide Rebellin    | Italië        | 29u02'48" |
| 2    | Rinaldo Nocentini  | Italië        | +0.03"    |
| 3    | Jaroslav Popovytsj | Oekraïne      | +0.48"    |
| 4    | Robert Gesink      | Nederland     | +0.51"    |
| 5    | Luis León Sánchez  | Spanje        | +1.19"    |
| 6    | Juan Manuel Gárate | Spanje        | +1.12"    |
| 7    | Gorka Verdugo      | Spanje        | +2.17"    |
| 8    | Carlos Barredo     | Spanje        | +2.24"    |
| 9    | Sylvain Chavanel   | Frankrijk     | +2.39"    |
| 10   | Aleksandr Jefimkin | Rusland       | +3.21"    |

### Puntenklassement
| Rang | Renner            | Nationaliteit | Punten |
| ---- | ----------------- | ------------- | ------ |
| 1    | Thor Hushovd      | Noorwegen     | 89     |
| 2    | Luis León Sánchez | Spanje        | 71     |
| 3    | Davide Rebellin   | Italië        | 69     |
| 4    | Carlos Barredo    | Spanje        | 61     |
| 5    | Karsten Kroon     | Nederland     | 59     |
| 6    | Maxime Monfort    | België        | 58     |
| 7    | Matteo Tosatto    | Italië        | 58     |
| 8    | Sylvain Chavanel  | Frankrijk     | 55     |
| 9    | Pierre Rolland    | Frankrijk     | 54     |
| 10   | Christophe Moreau | Frankrijk     | 53     |

1933 · 1934 · 1935 · 1936 · 1937 · 1938 · 1939 · 1940-1945 · 1946 · 1947-1950 · 1951 · 1952 · 1953 · 1954 · 1955 · 1956 · 1957 · 1958 · 1959 · 1960 · 1961 · 1962 · 1963 · 1964 · 1965 · 1966 · 1967 · 1968 · 1969 · 1970 · 1971 · 1972 · 1973 · 1974 · 1975 · 1976 · 1977 · 1978 · 1979 · 1980 · 1981 · 1982 · 1983 · 1984 · 1985 · 1986 · 1987 · 1988 · 1989 · 1990 · 1991 · 1992 · 1993 · 1994 · 1995 · 1996 · 1997 · 1998 · 1999 · 2000 · 2001 · 2002 · 2003 · 2004 · 2005 · 2006 · 2007 · 2008 · 2009 · 2010 · 2011 · 2012 · 2013 · 2014 · 2015 · 2016 · 2017 · 2018 · 2019 · 2020 · 2021 · 2022 · 2023 · 2024 · 2025